# 中央合同廳舍第4號館
中央合同廳舍第4號館（日语：／，英語：Central Gov't Bldg. No.4）是位於日本東京都千代田區霞關三丁目的中央省廳合同廳舍。

## 概述
中央合同廳舍第4號館落成於1971年（昭和46），其址靠近霞關官廳街西南側。建築本體以鋼筋混凝土構成，地上共計12層，地下2層；建築面積則為3581平方公尺。
第4號館起造於1969年（昭和44），並於2年後竣工；該建築隨後於1972年（昭和47）贏得第20屆營繕工事設計大賽，獲頒官廳營繕部長獎。目前，該建築正在實施綠化工程。
由財務省所舉辦的「國有財產檢討・後續專家會議」（国有財産に関する検討・フォローアップ有識者会議，由早稻田大學特命教授伊藤滋主持）認為財務省廳舍與中央合同廳舍第4號館已漸趨老舊，應當新建一棟高樓層廳舍予以取代；屆時海上保安廳海洋情報部與總務省統計局均計畫遷入。替代廳舍的建案原定於2014年（平成26年）動工，預計將耗資577億日圓。不過，由於2011年（平成23年）發生東日本大震災，政府須向國民增稅以籌措10兆日圓的震災經費；在考量國民情感的情況下，替代廳舍的建造最終被延遲。

## 入駐機關
- 內閣府
  - 大臣官房的部分機構
  - 國際和平協力本部事務局
  - 原子力委員會等
- 內閣法制局
- 總務省
  - 公害等調整委員會
- 農林水產省
  - 農林水產政策研究所
- 消費者廳- 自2016年3月7日起從山王公園塔搬遷至此[3]
- 復興廳- 自2016年5月2日起從三會堂大樓搬遷至此[4]
- 海上保安廳海洋情報部（日语：海洋情報部） - 2016年5月2日搬遷至國土交通省青海綜合廳舍[5]

## 外部連結
- 官庁営繕中央合同庁舎第４号館 （页面存档备份，存于）
- 人事院発行OPENゼミ霞が関MAP[永久]
- 霞が関官庁フロアガイド（国政情報センター、2001年）